# Sylke Hummanik
Sylke Hummanik (* 7. Februar 1968) ist eine frühere deutsche Biathletin.
Die Altenbergerin Sylke Hummanik war vor allem in den Saisons 1992/93 und 1993/94 international aktiv. Ihr bestes Ergebnis im Biathlon-Weltcup erreichte sie 1993 als Sechstplatzierte bei einem Sprintrennen in Antholz. Im selben Jahr wurde sie in Borowez auch bei den Biathlon-Weltmeisterschaften 1993 eingesetzt. Ihr einziges Rennen bestritt sie mit der Staffel. Mit den Olympiasilbermedaillengewinnerinnen des Vorjahres Uschi Disl, Antje Harvey und Petra Schaaf verpasste sie als Viertplatzierte den Gewinn der Bronzemedaille.

## Biathlon-Weltcup-Platzierungen
Die Tabelle zeigt alle Platzierungen (je nach Austragungsjahr einschließlich Olympische Spiele und Weltmeisterschaften).
- 1.–3. Platz: Anzahl der Podiumsplatzierungen
- Top 10: Anzahl der Platzierungen unter den ersten zehn (einschließlich Podium)
- Punkteränge: Anzahl der Platzierungen innerhalb der Punkteränge (einschließlich Podium und Top 10)
- Starts: Anzahl gelaufener Rennen in der jeweiligen Disziplin

| Platzierung                                                      | Einzel | Sprint | Verfolgung | Massenstart | Staffel | Gesamt |
| ---------------------------------------------------------------- | ------ | ------ | ---------- | ----------- | ------- | ------ |
| 1. Platz                                                         |        |        |            |             |         |        |
| 2. Platz                                                         |        |        |            |             |         |        |
| 3. Platz                                                         |        |        |            |             |         |        |
| Top 10                                                           |        |        |            |             | 1       | 1      |
| Punkteränge                                                      | 1      | 1      |            |             | 1       | 3      |
| Starts                                                           | 6      | 7      |            |             | 1       | 14     |
| Stand: Daten von biathlonworld.com sind womöglich nicht komplett |        |        |            |             |         |        |